# Jerzy Donimirski
Jerzy Marian Wawrzyniec Donimirski herbu Brochwicz (ur. 10 sierpnia 1897 w Tylicach, zm. w listopadzie 1939 w Lesznie) – rotmistrz Wojska Polskiego, polityk, poseł na Sejm IV kadencji w II RP.

## Życiorys
Urodził się w Tylicach, rodzinie Bolesława i Zofii z Działowskich. Był starszym bratem Jana (1898–1974). 
Uczęszczał do gimnazjum w Bydgoszczy. Ukończył gimnazjum w Berlinie Od 1915 do 1918 służył w armii niemieckiej, w której doszedł do stopnia oficera. Od 1918 organizował polskie związki żołnierskie w armii niemieckiej. Za tę działalność styczniu 1919 został aresztowany i uwięziony w twierdzy grudziądzkiej. W kwietniu 1919 udało mu się zbiec i wstąpić do Wojska Polskiego. W składzie 3 pułku ułanów uczestniczył w wojnie polsko-bolszewickiej. Później był adiutantem VII Brygady Jazdy w Poznaniu, a następnie dowódcą szwadronu karabinów maszynowych w 17 pułku ułanów. 31 marca 1924 został mianowany rotmistrzem ze starszeństwem z 1 lipca 1923 i 66. lokatą w korpusie oficerów kawalerii. Służbę wojskową zakończył w 1924.
Po przejściu do rezerwy objął folwark Gołanice w powiecie leszczyńskim. Tam sprawował funkcję prezesa oddziały Wielkopolskiego Towarzystwa Kółek Rolniczych oraz prezesa Rady Nadzorczej Spółdzielni "Rolnik" i zarządu Mleczarni Rolniczej.
Od 1935 do 1938 był posłem na Sejm, wybranym z okręgu nr 96 (Leszno, Wolsztyn, Kościan, Śrem, Gostyń, Rawicz). Po klęsce wrześniowej został aresztowany przez Niemców i rozstrzelany w listopadzie 1939 w Lesznie.
23 sierpnia 1924 zawarł związek małżeński z Heleną Bojanowską.

## Ordery i odznaczenia
- Krzyż Niepodległości – 20 grudnia 1932 „za pracę w dziele odzyskania niepodległości”[5]